# Yuanzhou, Guangdong
Yuanzhou (kinesiska: 园洲) är en köping i sydöstra Kina. Den ligger i Boluo härad i staden Huizhou i provinsen Guangdong, omkring 70 kilometer öster om provinshuvudstaden Guangzhou. Antalet invånare är 146 053. Befolkningen består av 66 341 kvinnor och 79 712 män. Barn under 15 år utgör 14,0 %, vuxna 15-64 år 81 %, och äldre över 65 år 3,0 %.